# Tara Morice

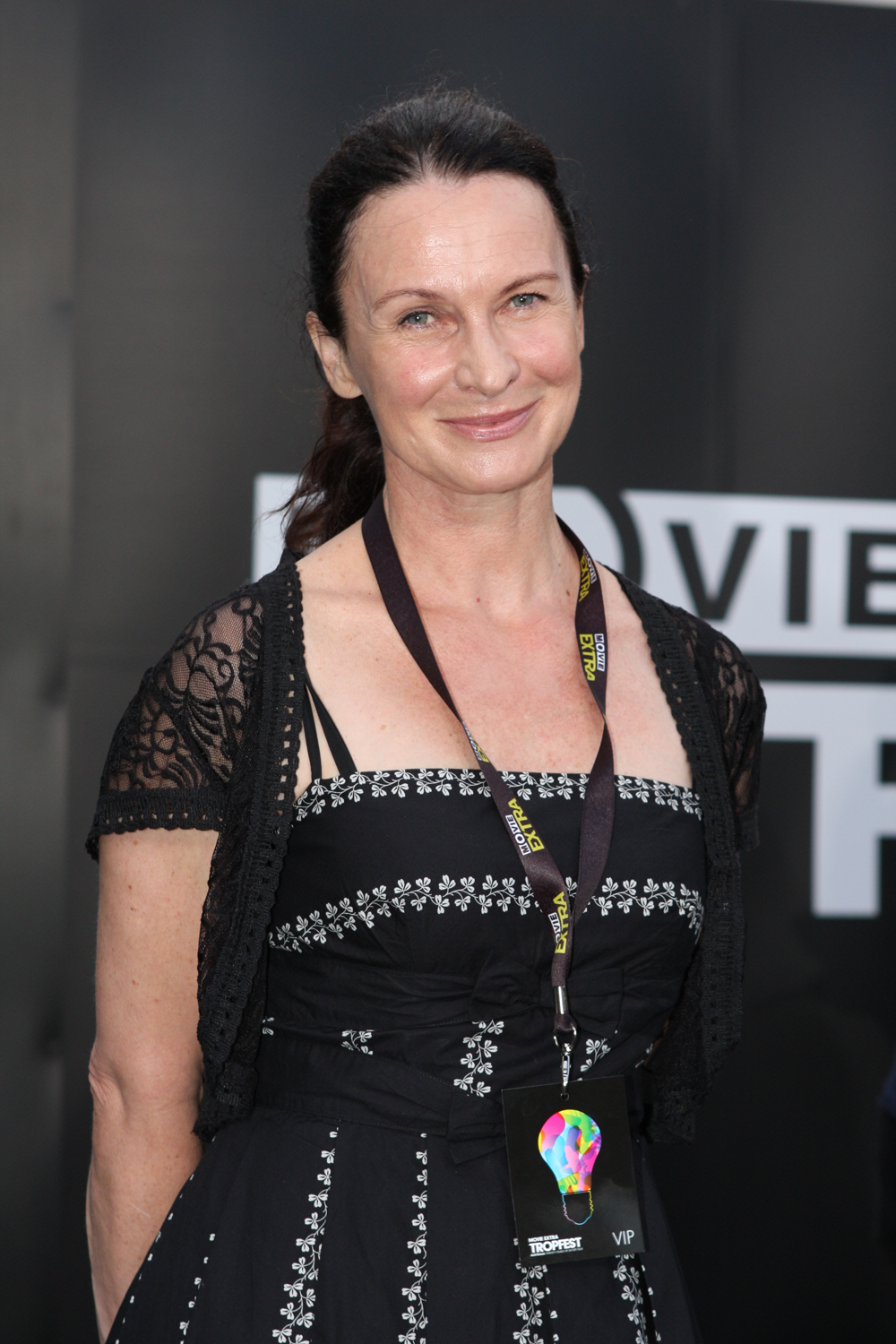
Tara Morice (2012)

Tara Morice (* 23. Juni 1964 in Hobart, Tasmanien) ist eine australische Schauspielerin, Sängerin und Tänzerin.

## Leben
Tara Morice wurde in der tasmanischen Hauptstadt Hobart geboren. Ihre Kindheit verbrachte sie in Sydney, Alice Springs und Adelaide. Sie studierte Australische Geschichte und Englisch an der Australian National University und absolvierte 1987 das National Institute of Dramatic Art.
Ihren ersten Auftritt vor einer Kamera hatte sie in dem 1992 von dem Regisseur Baz Luhrmann inszenierten Tanzfilm Strictly Ballroom – Die gegen alle Regeln tanzen. Sie hatte neben dem Hauptdarsteller Paul Mercurio die weibliche Hauptrolle der Fran. Sie bescherte ihr eine Nominierung für den BAFTA-Award als Beste Hauptdarstellerin. Den in dem Film vorkommenden Musiktitel Time After Time von Cyndi Lauper sang Morice zusammen mit Mark Williams. Morice war in einer Vielzahl von australischen Fernsehserien und Spielfilmen wie Candy – Reise der Engel und Moulin Rouge zu sehen. Auch als Bühnenschauspielerin ist sie tätig. Bereits 1988 war sie Mitglied von Baz Luhrmanns Theatergruppe „Six Years Old“, die „Stricly Ballroom“ vor der Verfilmung als Theaterstück aufführten.
2008 drehte Tara Morice erstmals als Regisseurin und Produzentin den Dokumentarfilm My Biggest Fan, dessen Inhalt ihre Korrespondenz und Freundschaft mit Mildred Levine ist, einer amerikanischen Großmutter, mit der Morice seit „Strictly Ballroom“ 1992 in Verbindung steht. Außerdem spielt sie die Rolle einer Tanzlehrerin in „Dance Academy-Tanz deinen Traum“, einer australischen Fernsehserie.
Tara Morice ist mit dem Schauspieler und Drehbuchautor Craig Pearce verheiratet und Mutter einer Tochter namens Ondine.

## Filmografie (Auswahl)

### Filme
- 1992: Strictly Ballroom – Die gegen alle Regeln tanzen (Strictly Ballroom)
- 1994: Metal Skin
- 1995: Hotel Sorrento
- 2001: Jet Set
- 2001: Moulin Rouge (Moulin Rouge)
- 2001: Hildegarde
- 2006: Candy – Reise der Engel (Candy)
- 2007: September
- 2007: Razzle Dazzle: A Journey into Dance
- 2009: Miracle Fish
- 2017: Dance Academy – Das Comeback (Dance Academy: The Movie)
- 2022: Carmen
- 2024: Inside

### Fernsehserien
- 1998: A Difficult Woman
- 1998: Water Rats – Die Hafencops (Water Rats)
- 2000: Something in the Air
- 2000–2003: Grass Roots
- 2003: After the Deluge
- 2005: Blue Heelers
- 2005: McLeods Töchter (McLeods Daughters)
- 2006: Answered by Fire
- 2010–2013: Dance Academy – Tanz deinen Traum! (Dance Academy, Fernsehserie)